# Christos Xanthopoulos-Palamas
Christos Xanthopoulos-Palamas (griechisch Χρήστος Ξανθόπουλος-Παλαμάς Chrístos Xanthópoulos-Palamás; * 21. November 1904 in Mesolongi; † 7. Januar 1977 in Wien) war ein griechischer Politiker und Diplomat.

## Leben
Xanthopoulos-Palamas ist Absolvent der Universität von Athen. 1929 trat er in den auswärtigen Dienst ein. Nach Kriegsende und wurde ab 1931 als Gesandtschaftssekretär zum Völkerbund in Genf delegiert.
Während der Besetzung Griechenlands von 1941 bis 1944 war er aus dem diplomatischen Korps ausgeschlossen.
Nach Kriegsende arbeitete er als Gesandtschaftssekretär in Paris und gehörte zur griechischen Delegation bei der Pariser Friedenskonferenz 1946. Anschließend folgten Stationen im diplomatischen Dienst beim Nordatlantikrat in Rom und beim Europarat.

Von 1954 bis 1960 war er ständiger Vertreter der griechischen Regierung beim UNO-Hauptquartier in New York City. Danach war er bis 1962 Generaldirektor des Griechischen Außenministeriums.
Von 1962 bis zum 6. Januar 1964 war er ständiger Vertreter der griechischen Regierung beim Nordatlantikrat.
Von 31. Dezember 1963 bis 18. Februar 1964 war er Griechischer Außenminister.
Während der Griechischen Militärdiktatur war er im Zeitraum von 1967 bis 1970 als Botschafter in Washington, D.C. akkreditiert.
Vom 21. Juli 1970 bis zum 11. September 1972 war er während der Militärdiktatur Georgios Papadopoulos’ Staatssekretär im griechischen Außenministerium und stellvertretender Außenminister. Während der Regierung Spyros Markezinis war er vom 8. Oktober 1973 bis zum 25. November 1973 Griechischer Außenminister.
Xanthopoulos-Palamas starb im Alter von 72 Jahren in Wien und wurde auf dem Ersten Friedhof von Athen begraben.

## Familie
Er war der Sohn von Angela und Xanthopoulos Palamas und der Neffe von Kostis Palamas. Er war mit Eleni Palamas-Xanthopoulou verheiratet.
| Vorgänger             | Amt                                                                                         | Nachfolger                   |
| --------------------- | ------------------------------------------------------------------------------------------- | ---------------------------- |
| Alexis Kyrou          | Ständiger Vertreter Griechenlands bei den Vereinten Nationen 1954 bis 1960                  | Pavlos Economou-Gouras       |
| Michel Melas          | ständiger Vertreter der griechischen Regierung beim Nordatlantikrat 1962 bis 6. Januar 1964 | Phaedon-Anninos Cavalieratos |
| Evangelos Averoff     | Griechischer Außenminister 31. Dezember 1963 bis 18. Februar 1964                           | Pavlos Oikonomou-Gouras      |
| Alexandros Matsas     | Griechischer Botschafter in den Vereinigten Staaten 1967 bis 1970                           | Basil George Vitsaxis        |
| Georgios Papadopoulos | Griechischer Außenminister 8. Oktober 1973 bis zum 25. November 1973                        | Spyridon Tetenes             |